# 多嘉山侑三
多嘉山 侑三（たかやま ゆうぞう、1984年 - ）は、沖縄県糸満市生まれ、名護市在住のYouTuber、琉球独立活動家、音楽教師、名護市議。
YouTuberとして、沖縄の基地などの時事問題を「うちなーありんくりん（沖縄あれこれ、の意味）TV」を製作して配信している。

## 戸籍上の姓名
戸籍上の姓は「高山」となっている。本人曰く、先祖代々「多嘉山」であったが、1947年（昭和22年）に「高山」と改姓している。当時は大和風に改姓する事が流行っていた為と語っている。
市議会の規定には、通称名の使用を許可していないため、名護市議会への登録は「高山侑三」となっている。

## ラップ
ミュージックビデオで「マヨ基地！」という動画を配信し、ラップ調で訴えかける動画を配信した。

## 県民投票前夜祭
2019年2月23日、ロバート梶原来沖プロジェクトにて、ハワイ在住県系4世のロバート・カジワラなどと普天間基地移設問題などの議論を行った。

## 辺野古新基地建設に反対し、沖縄の自治の底力を発揮する自治体議員有志の会
2023年9月16日、辺野古基地に反対する団体を與那覇沙姫読谷村議、仲宗根由美北谷町議、多嘉山侑三名護市議の3人が発起人となり結成した。
多嘉山はCGTNのインタビューに対し、下記のように答えた。
```
技術的に問題があることを訴えているにも関わらず、最高裁の判決では全く触れられていない。
沖縄防衛局による『行政不服審査法』の乱用について沖縄県が国土交通省を訴訟したが、敗訴に終わってしまった。
```

## 主な主張

### 琉球独立関連
琉球独立については下記のように主張している。
```
どんなにこの問題をやまとぅに訴えても、遠い南の島に住む人口1％の私達の苦悩なんて、大半の日本人の関心は低いままだろう（中略）その結果自民党政権が続き、辺野古基地建設も強行され、沖縄への米軍基地押し付けは変わらない。それを変えるには、少なくとも日本人の有権者の約半分の5千万人に関心を持って行動してもらう必要がある。
それよりも、独立を目指した方が現実的だ。なぜなら、国連監視の下に独立をかけた住民投票を行い、沖縄の有権者の過半数が賛成を投じれば良いからだ。当事者意識のない5千万人を動かすより、当事者である50-60万人の沖縄人を動かす方が断然早い。
独立すれば日米同盟から外れ、米軍基地の駐留についていち国家として米国と交渉が可能となる。そこで今後の基地について沖縄人が自分達で決めれば良い。
```

### 日米の沖縄統治は植民地支配
多嘉山は中国共産党中央委員会の官営機関紙環球時報の紙面、および公式動画で以下のような情報発信、主張をしている。
```
沖縄の本当の脅威は中国ではありません。
そもそも歴史上、琉球沖縄を侵略したことがあるのは中国ではなく、日本とアメリカです。
そして、現在も沖縄は日本とアメリカによって植民地支配され続けているのですから。
```

## 名護市議選挙
2022年9月、名護市議選挙に立候補し当選した。

## 中国関連
ロバート・カジワラなどと共に親中派の琉球独立派として知られ、中国官営メディアからのインタビューを多数受けている。
2022年5月15日、多嘉山は中国共産党中央委員会の官営機関紙環球時報のインタビューを受けた。その際、記者に「そもそも歴史的に、琉球を侵略したのは日本と米国であって、中国ではない。今なお、沖縄は日本と米国の植民地とみなされている」と主張した動画を公開した理由を質問され、「日本政府は米軍や自衛隊基地を拡張すべく、中国脅威論を言い立て、かねてより政治に興味のない日本国民を信じ込ませようとしている。SNSは事実と異なる情報で満ちており、本名を用いて責任を持って沖縄の真実の歴史を紹介したと思った」と述べた。また、台湾問題は中国の内部矛盾であり、自民党の政治家が煽り立てていると主張した。
名護市議当選後の2022年9月15日、環球時報のインタビューに答え、 沖縄県名護市の姉妹都市リストに中国の都市がないため、名護市と中国の都市との姉妹関係を促進することに意義があるとし、「沖縄と中国の経済交流、文化交流を推進したい。中国と琉球の歴史、文化は古くより密接に関わってきた。しかも、近年では中国は技術革新、経済成長といった方面で日本を追い越している。今後積極的に中国と沖縄の交流を深め、相互理解に基づく信頼関係を築いていくことは非常に大きな価値を持っており、これこそ沖縄にとってはベストな安全保障になる」と語った。
2023年3月2日、中国共産党の機関紙、環球時報のインタビューに答え、日本が直面している本当の脅威は外部によるものではなく、内的なものだと考えており、日本政府は外交力の無能さを無視して、防衛費をGDP比2%に増やし、増税で財源を調達しようとしているが、このやり方は日本の規模とはまったく相容れないとした。
日本政府は、国内矛盾をそらすため、中国を「架空の敵」として描き出し、「中国脅威論」で世論を煽った。 「国のために敵を作る」、「軍を最優先する」、「治安強化への異常な強迫観念」などの要素は、ファシズムの初期の特徴と考えられているとし、日本政府がこのままでは、第二次世界大戦の過ちを繰り返す可能性が高い。 ファシズムの特徴を持った様々な行動と、それに対する日本人の無力さが日本にとって真の脅威と主張した。

## 発言
2024年12月21日、SNSの「X」で、自衛隊御前崎分屯基地のキャラクターであった「おまねこ」について、名前とデザインが女性の尊厳を著しく損なう内容で、公的な機関の発信として不適切極まりないとポストした。この多嘉山の発言がきっかけとなり「おまねこ」を創作したイラストレーターが殺害予告を受けるという事件が発生した。